# باز هم سیب داری؟
باز هم سیب داری؟ فیلمی به کارگردانی  و نویسندگی بایرام فضلی محصول سال ۱۳۸۵ است. این فیلم در ۱۴ مهر ۱۳۹۴ در سینماهای ایران اکران شده است.
این فیلم داستان سرزمینی ثروتمند با مردمی فقیر است که حکومت ظالم و فاسد داسداران بر آن حکمرانی میکنند.
این فیلم توقیف شده مورد انتقاد سرداران سپاه قرار گرفت.

## بازیگران
- ذبیح افشار
- لیلا موسوی
- علی یعقوبی
- احمدرضا اکبری
- مریم بوبانی
- شهاب فرضعلی
- احمد نقده
- مسعود مهرگان
- فتاح احمدی
- فیروز شافع
- محسن اله ویسی
- بیوک فضلی
- ابراهیم علوی
- بهزاد فرضعلی
- فرنوش فضلی
- شبنم حسینی
- لیلا جعفریان
- روشنک جعفریان
- ناهید حسن زاده
- سعید زینالی
- شهاب فاضلی
- زینب خیرالهی
- صلاح شیخ محمدی
- نوروز حضرتی

طوفان تقی پور(برادر آتش تقی پور)